# Megarthridia canosparealis
Megarthridia canosparealis är en fjärilsart som beskrevs av George Francis Hampson 1896. Megarthridia canosparealis ingår i släktet Megarthridia och familjen mott. Inga underarter finns listade i Catalogue of Life.